# Mariano Martins
Mariano Martins OTE (Aljustrel, 8 de dezembro de 1880 — Lisboa, 22 de maio de 1943) foi um militar, político e administrador colonial português.

## Biografia
Era filho de Sebastião Rodrigues e de sua mulher Firmiana Rita da Costa.
Frequentou o curso superior de Comércio no Instituto Industrial. Ingressou na Armada em 1899, ascendeu a Aspirante a Oficial de 1.ª Classe em 1903, Guarda-Marinha em 1905; Segundo-Tenente em 190?, Primeiro-Tenente em 1910, Capitão-Tenente em 1917 e Capitão-de-Fragata em 1918, alcançando a patente de Capitão de Mar e Guerra em 1930. Envolveu-se no Movimento de 14 de Maio de 1915. 
Foi Deputado, Governador de São Tomé e Príncipe (1911 a 1913), Governador Civil do Distrito de Vila Real (1913 a 1914) e do Distrito de Lisboa (1915). Foi Ministro da Agricultura no Governo de Cunha Leal (1921 a 1922) e Ministro das Colónias (1923 a 1924), no governo de Álvaro de Castro. Foi nomeado Governador da Índia entre 1925 e 1926. Ao final de sua carreira, Capitão de Fragata, adere ao Estado Novo. A 29 de maio de 1926 foi feito Oficial da Antiga e Muito Nobre Ordem Militar da Torre e Espada, do Valor, Lealdade e Mérito.